# Cantonul Pau-3
Cantonul Pau-3 este un canton francez din departamentul Pyrénées-Atlantiques.

## Istorie
Un nou decupaj teritorial al departamentului Pyrénées-Atlantiques a intrat în vigoare în 2015. Acesta a fost definit prin decretul din 25 februarie 2014, în aplicarea legilor din 17 mai 2013 (legea organică 2013-402 și legea 2013-403).
Cantonul Pau-3 este format din comuna Bizanos, provenită din fostul canton Pau-Sud, comuna Mazères-Lezons, provenită din fostul canton Pau-Ouest, și o parte a comunei Pau. Acesta este complet inclus în arondismentul Pau, iar centrul cantonal se află la Pau.

## Compoziție
Cantonul Pau-3 cuprinde două comune, Bizanos și Mazères-Lezons, precum și partea din comuna Pau situată la sud de o linie definită de axa următoarelor străzi și limite: de la limita teritorială a comunei Bizanos, pe avenue Alfred-Nobel, rond-point Yitzhak-Rabin, avenue du Maréchal-Leclerc, avenue Blé-Moullé, allée de Morlàas, avenue de Rousse, avenue des Lilas, rue Jean-Jacques-de-Monaix, avenue du Loup, rue Anatole-France, rue Jean-Jaurès, avenue Honoré-Baradat, rue du Pasteur-Alphonse-Cadier, avenue Henri-Dunant, cours Lyautey, boulevard d'Alsace-Lorraine, rue Emile-Garet, rue Lespy, rue Henri-Faisans, cours Bosquet, rue du Maréchal-Foch, rue Serviez, rue Montpensier, rue d'Orléans, rue Faget-de-Baure, rue Saint-Jacques, rue des Cordeliers, rue du Maréchal-Joffre, rue du Château, rue Henri-IV, rue du Moulin, place de la Monnaie, avenue Jean-Biray și o linie dreaptă perpendiculară pe avenue Jean-Biray la nivelul Tour de la Monnaie, până la limita teritorială a comunei Gelos.

## Date demografice
În 2021, cantonul avea 21.185 locuitori, înregistrând o creștere cu +0,23% față de 2015 (Pyrénées-Atlantiques: +3,43%, Franța fără Mayotte: +5,44%).